# Pointe des Seinges
La pointe des Seinges (en patois valdôtain Pointe di Seindze ; en italien Punta delle Sengie) est une montagne italienne qui s'élève à 3 408 m d'altitude dans le massif du Grand-Paradis.

## Géographie
C'est le deuxième sommet de la crête qui, de la pointe de Loye (2 676 m) au nord, va jusqu'à la pointe Ondezana (3 492 m) au sud.
Du côté valdôtain, la montagne se trouve au fond du Valeille (latérale au val de Cogne). Du côté du Piémont, la montagne domine le vallon de Forzo (latéral au val Soana).
Depuis cette montagne commence un glacier homonyme, bien visible depuis le hameau de Lillaz.